# Ilès Ziane Cherif
Ilyès Ziane Cherif (en arabe : إلياس زيان شريف) est un footballeur international algérien né le 17 avril 1984 à Saïda. Il évoluait au poste de défenseur central.

## Biographie

### Carrière en club
Rabah Ziad évolue en première division algérienne avec les clubs de l'USM El Harrach, de l'ASO Chlef, de l'USM Alger et l'Olympique de Médéa.
Il joue plus de 100 matchs en première division algérienne entre 2005 et 2010 avec l'équipe de Chlef. Par la suite, il dispute une soixantaine de matchs dans ce même championnat entre 2011 et 2015 avec l'équipe de l'USM El Harrach.
Il se classe à deux reprises deuxième du championnat : en 2008 avec l'ASO Chlef, puis en 2013 avec l'USM El Harrach.
Avec l'équipe de Chlef, il joue également deux matchs en Ligue des champions d'Afrique, et sept en Coupe de la confédération. Il est enfin demi-finaliste de la Coupe d'Algérie en 2012 avec l'USMH.

### Carrière en équipe nationale
Le 5 avril 2008, il est appelé en équipe nationale algérienne A' pour un match contre l'USM Blida disputé le 11 avril.

## Palmarès
| ASO Chlef - Championnat d'Algérie : - Vice-champion : 2007-08. |  | USM El Harrach - Championnat d'Algérie : - Vice-champion : 2012-13. |  | O Médéa - Championnat d'Algérie D2 (1) : - Champion : 2015-16. |